# Malaysia Airlines
 (малајс. Penerbangan Malaysia) је национална авио-компанија Малезије у власништву државе. Обављају летове из свог матичног чворишта на Аеродром Куала Лумпур, и са свог секундарног чворишта у Кота Кинабалу. Седиште авио-компаније се налази на Аеродрому Султан Абдул Азиз Шах у Субангу, Селангор.
Malaysia Airlines има две филијале: Фајрфлај и МАСвингс. Фајрфлај обавља редовне летове са свог матичног чворишта на Аеродрому Пенанг, фокусиран је на терцијарне градове, а МАСвингс се фокусира на летове по Борнеу. Malaysia Airlines има теретну флоту којом управља МАСкарго, која обавља теретне летове. МАСчартер је још једна филијала Malaysia Airlines-а, која обавља чартер летове користећи ваздухоплове Malaysia Airlines-а.
Од оснивања 1963. године, након што је Малајан ервејз одвојена у два дела, Malaysia Airlines је изградила снажно бренд име у ваздухопловној индустрији за услугу и безбедности, заједно са великим бројем награда од међународних тела као што су Скајтрекс. Malaysia Airlines је акредитован од стране Међународног удружења за ваздушни саобраћај са ИОСА (ИАТА-Оперативна безбедност ревизија) за своје оперативне сигурносне праксе.
Авио-компанија је међу само шест авио-компанија које су награђене са статусом авио-компаније 5-звездица са стране Скајтрекса (остали су Асијана ерлајнс, Катар ервејз, Катеј Пацифик, Кингфишер ерлајнс и Сингапур ерлајнс).